# Gebruikersnaam

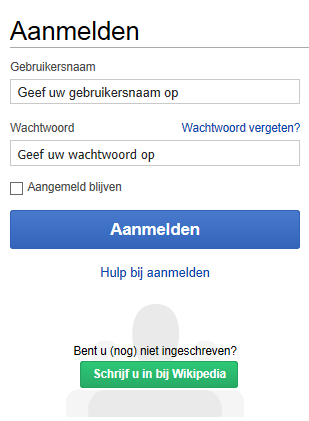
Het inlogformulier op Wikipedia vraagt naar de gebruikersnaam en het wachtwoord.

Een gebruikersnaam is in de computerwereld een naam om toegang te krijgen tot bijvoorbeeld een systeem of een service. Het dient ter identificatie van een individu.
Het is gebruikelijk dat er een wachtwoord of andere vorm van authenticatie gekoppeld wordt aan een gebruikersnaam, zodat niet iedereen gebruik kan maken van de identiteit in kwestie.
De gebruikersnaam kan persoonlijk zijn of kan gelden voor een groep gebruikers. In het eerste geval kunnen de acties van de verschillende gebruikers gemakkelijk gevolgd worden door middel van een logboek, in het tweede geval wordt dit lastiger. In die situatie kan het niet gebruikt worden om verantwoording af te leggen voor de onder die gebruikersnaam uitgevoerde handelingen. De authenticiteit staat dan niet vast. In het kader van bijvoorbeeld de Wet op de financiële dienstverlening in Nederland is een dergelijke transactie dan niet betrouwbaar.
De Engelse termen die ook vaak worden gehanteerd zijn 'user', 'user account', 'account', 'user id' (van user identity) of 'userid'.